# NGC 7315
NGC 7315 (również PGC 69241 lub UGC 12097) – galaktyka soczewkowata (S0), znajdująca się w gwiazdozbiorze Pegaza. Odkrył ją Édouard Jean-Marie Stephan 11 września 1872 roku.
W galaktyce tej zaobserwowano supernową SN 2007B.